# Aiguille du Chardonnet
Aiguille du Chardonnet är en bergstopp i Frankrike. Den ligger i den östra delen av landet, 500 km sydost om huvudstaden Paris. Toppen på Aiguille du Chardonnet är 3 824 meter över havet, eller 504 meter över den omgivande terrängen. Gränsen mot Schweiz ligger strax öster om berget.